# 奉天第一中学校 (旧制)

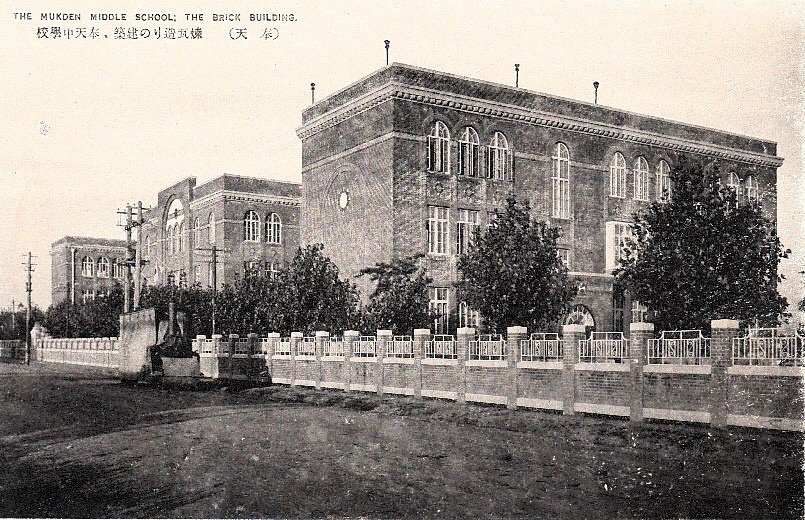

旧制奉天第一中学校（きゅうせいほうてんだいいちちゅうがっこう）は、南満州鉄道株式会社（満鉄）が奉天市（現・瀋陽市）に、1919年4月に創設した旧制中学校。当初は中華民国内の南満州鉄道附属地（満鉄が行政権の一部を保持していた）の教育機関として設置され、満州国建国後の1937年以降は満州国の教育機関の一つとなった。
通称は「奉天一中」。設立当初は「奉天中学校」と称していたが、1936年に奉天第二中学校が置かれると同時に「第一」を校名に加えた。
満州国崩壊後は中華民国に接収され、教職員・生徒は順次日本本土へ引き揚げて廃校となった。校舎をはじめ設備は民国側の学校に利用され、一時、瀋陽第39中学校と称していたが、後に中山中学に改まり、現在は東北中山中学となっている。
代々木ゼミナール漢文科講師や同ゼミ町田校校長を務めた多久弘一が教諭として赴任し、教壇に立ったこともある。

## 出身者（一時在籍者も含む）
- 宇田博 - 「北帰行」の作者・東京放送重役
- 原口統三 - 詩人（「二十歳のエチュード」の作者、大連第一中学校に転校）[3]
- 斎藤博之 - 洋画家、絵本作家
- 庄幸司郎 - 建築家、映画「絵の中のぼくの村」のプロデューサー
- 松浦利尚 - 衆議院議員（日本社会党）
- 行平次雄 - 山一證券元社長、会長
- 衞藤瀋吉 - 元東京大学教授
- 岩﨑正夫 - 元徳島大学教授
- 佐藤信 - 尚志高等学校校長（学園創設者）
- 安藤昇 - 元ヤクザ、俳優（家庭の都合で転入学するも退学処分になる）[4]
- 山中鏆 - 松屋百貨店元会長・社長